# Płońsko
Płońsko (deutsch Plönzig) ist ein Dorf in der Woiwodschaft Westpommern in Polen. Es gehört zur Gmina Przelewice (Gemeinde Prillwitz)  im Powiat Pyrzycki (Pyritzer Kreis).

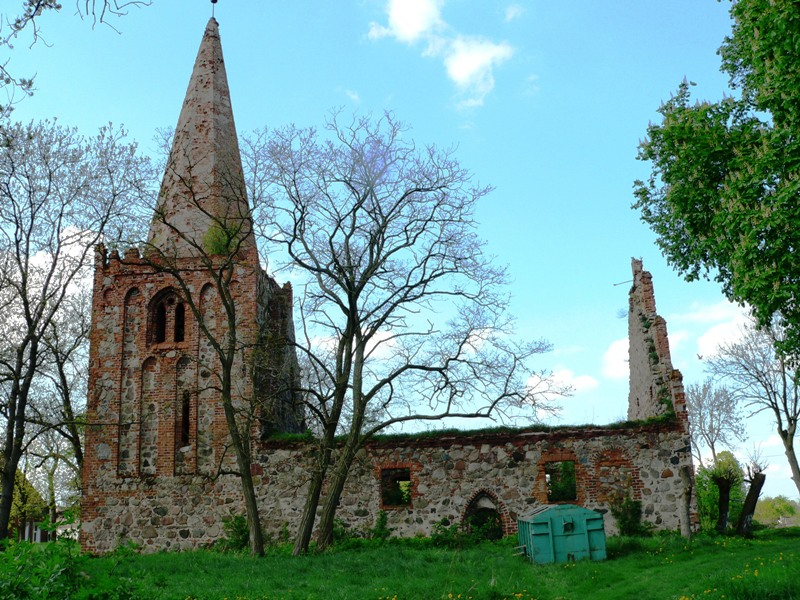
Ruine der Dorfkirche (2008)

## Geographische Lage
Das Dorf liegt im Weizacker in Hinterpommern, etwa 50 Kilometer südöstlich von Stettin und etwa 17 Kilometer östlich der Kreisstadt Pyritz. Das Dorf liegt etwa 3 Kilometer vom Ufer des Plönesees entfernt, zu dem sich hier der Fluss Plöne verbreitert. 

## Geschichte
Aus vorgeschichtlicher Zeit stammten die Großsteingräber bei Plönzig, drei megalithische Grabanlagen der jungsteinzeitlichen Trichterbecherkultur. Sie wurden im 19. Jahrhundert zerstört.
Plönzig war ein altes Lehen der pommerschen uradligen Familien von Brederlow und von Schöning, denen jeweils Anteile gehörten. Auf der Lubinschen Karte des Herzogtums Pommern von 1618 ist der Ort als „Plontzich“ verzeichnet. Unter den Besitzern war der Oberst Joachim Ludolf von Brederlow. Dessen Sohn Franz Henning von Brederlow verkaufte 1749 Anteil Plönzig zusammen mit den benachbarten Gütern Gartz und Rosenfelde an Hans von Greiffenberg. Dieser ließ sie 1750 allodifizieren, erwarb 1753/1754 auch den Schöningschen Anteil von Plönzig von Wilhelm Richard von Schöning und verkaufte 1754 ganz Plönzig zusammen mit Gartz und Rosenfelde an Gustav Heinrich von Enckevort (* 1726; † 1807), Regierungsrat in Stettin und späteren Regierungsvizepräsidenten. Im Besitz der Familie von Enckevort blieb Plönzig für lange Zeit.
In Ludwig Wilhelm Brüggemanns Ausführlicher Beschreibung des gegenwärtigen Zustandes des Königlich-Preußischen Herzogtums Vor- und Hinterpommern (1784) ist Plönzig unter den adligen Gütern des Pyritzschen Kreises aufgeführt. Damals gab es hier ein Ackerwerk, also den Gutsbetrieb, eine Wassermühle, einen Prediger, einen Küster, zwölf Bauern, einen  Krug und eine Schmiede, insgesamt 34 Haushaltungen („Feuerstellen“). Die Kirche war eine Mutterkirche, zu der die Filialkirchen in Gartz und Rosenfelde gehörten.
Die Regulierung der gutsherrlichen und bäuerlichen Verhältnisse (siehe Preußische Agrarverfassung) in Plönzig wurde 1821/1824 durchgeführt. Hierbei traten die Bauern von Plönzig die Hälfte ihres Landes an die Gutsherrschaft ab. Zur Bewirtschaftung der zusätzlichen Flächen legte der Gutsherr im Jahre 1822 südlich von Plönzig ein neues Vorwerk an, dem er den Namen Wilhelmsfelde gab. 
Ab dem 19. Jahrhundert bestanden der politische Gutsbezirk Plönzig und die Landgemeinde Plönzig nebeneinander. Im Jahre 1910 zählte der Gutsbezirk Plönzig 206 Einwohner, die Landgemeinde Plönzig 81 Einwohner. Später wurden die Gutsbezirke Plönzig und Gartz a. d. Plöne in die Landgemeinde Plönzig eingemeindet.
Im Jahre 1898 erhielt Plönzig Bahnanschluss an die Strecke Pyritz–Plönzig der  Pyritzer Kreisbahn (heute stillgelegt).
Bis 1945 bildete Plönzig eine Landgemeinde im Kreis Pyritz der preußischen Provinz Pommern. Zur Landgemeinde gehörten auch die Wohnplätze Gartz a. d. Plöne, Waldowsaue, Wilhelmsfelde und Windmühle. Die Gemeinde zählte im Jahre 1925 608 Einwohner in 123 Haushaltungen, im Jahre 1933 546 Einwohner und im Jahre 1939 543 Einwohner.
Nach dem Zweiten Weltkrieg kam Plönzig, wie ganz Hinterpommern, an Polen. Der Ortsname wurde zu „Płońsko“ polonisiert. Heute bildet der Ort ein eigenes Schulzenamt in der Gmina Przelewice (Gemeinde Prillwitz), zu dem auch der Nachbarort Gardziec (Gartz a. d. Plöne) gehört.